# ابراهیم فصیح حیدری
فصیح‌الدین ابراهیم بن صبغةالله حیدری شهرت‌یافته به ابراهیم فصیح حیدری (۱۸۲۰–۱۸۸۱م) ادیب، نویسنده و تاریخ‌نگار عراقی کُردی‌اصل در سده نوزدهم میلادی/سیزدهم هجری بود. متولی نیابت قضاوت بغداد شد و آثاری نگاشت: عنوان المجد فی بیان أحوال بغداد والبصرة و نجد، أصول الخیل و الإبل الجیدة والردیة (ریشه‌های اسب و شتر خوب و بد)، أعلی الرتبة فی شرح النخبه در علم حدیث، إمداد القاصد فی شرح المقاصد شرح نووی و إمعان الطلاب فی الأسطرلاب.